# 霍勒斯 (北达科他州)
霍勒斯（英語：Horace），是美国北达科他州下属的一座城市。根据2010年美国人口普查，该市有人口2,430人。2011年估计该市有人口2,476人，相对于2010年，增长率为1.89%。